# Grand Prix moto d'Ulster 1961
Le Grand Prix moto d'Ulster 1961 est la huitième manche du Championnat du monde de vitesse moto 1961. La compétition s'est déroulée le 12 août 1961 sur le Circuit de Dundrod dans le Comté d'Antrim (Irlande). C'est la 33e édition du Grand Prix moto d'Ulster et la 13e édition comptant pour le championnat du monde.

## Résultats des 500 cm³
| Pos | Pilote           | Moto      | Temps/Écart       | Points |
| --- | ---------------- | --------- | ----------------- | ------ |
| 1   | Gary Hocking     | MV Agusta | 1 h 38 min 20 s 4 | 8      |
| 2   | Mike Hailwood    | Norton    | + 1 min 54 s 0    | 6      |
| 3   | Alistair King    | Norton    | + 1 min 55 s 2    | 4      |
| 4   | Ron Langston     | Matchless | + 4 min 29 s 6    | 3      |
| 5   | Peter Chatterton | Norton    | + 1 tour          | 2      |
| 6   | Tom Thorp        | Norton    | + 1 tour          | 1      |
| 7   | Tommy Robb       | Norton    | + 1 tour          |        |
| 8   | Jack Findlay     | Norton    | + 1 tour          |        |
| 9   | John Farnsworth  | Matchless | + 1 tour          |        |
| 10  | Michael Duff     | Matchless | + 1 tour          |        |
| 11  | ...              | ...       | + ?               |        |

## Résultats des 350 cm³
| Pos | Pilote             | Moto      | Temps             | Points |
| --- | ------------------ | --------- | ----------------- | ------ |
| 1   | Gary Hocking       | MV Agusta | 1 h 35 min 47 s 6 | 8      |
| 2   | Alistair King      | Bianchi   | + ?               | 6      |
| 3   | František Št'astný | Jawa      | + ?               | 4      |
| 4   | Phil Read          | Norton    | + ?               | 3      |
| 5   | Alan Shepherd      | AJS       | + ?               | 2      |
| 6   | Michael Duff       | AJS       | + ?               | 1      |
| 7   | ...                | ...       | + ?               |        |

## Résultats des 250 cm³
| Pos | Pilote              | Moto  | Temps         | Points |
| --- | ------------------- | ----- | ------------- | ------ |
| 1   | Bob McIntyre        | Honda | 55 min 56 s 6 | 8      |
| 2   | Mike Hailwood       | Honda | + ?           | 6      |
| 3   | Jim Redman          | Honda | + ?           | 4      |
| 4   | Tom Phillis         | Honda | + ?           | 3      |
| 5   | Alan Shepherd       | MZ    | + ?           | 2      |
| 6   | Kunimitsu Takahashi | Honda | + ?           | 1      |
| 7   | František Št'astný  | MZ    | + ?           |        |
| 8   | ...                 | ...   | + ?           |        |

## Résultats des 125 cm³
| Pos | Pilote              | Moto  | Temps          | Points |
| --- | ------------------- | ----- | -------------- | ------ |
| 1   | Kunimitsu Takahashi | Honda | 50 min 50 s 6  | 8      |
| 2   | Ernst Degner        | MZ    | + 1 s 2        | 6      |
| 3   | Tom Phillis         | Honda | + 3 s 0        | 4      |
| 4   | Jim Redman          | Honda | + 3 s 2        | 3      |
| 5   | Mike Hailwood       | Honda | + 48 s 4       | 2      |
| 6   | Luigi Taveri        | Honda | + 1 min 22 s 6 | 1      |
| 7   | ...                 | ...   | + ?            |        |